# Carcharhinus tilstoni
Carcharhinus tilstoni — акула з роду Сіра акула родини сірі акули. Інші назви «австралійська чорнопера акула», «акула Тілстона».

## Опис
Загальна довжина досягає 2 м при вазі 52 кг. Середні розміри — 1,5-1,8 м. Спостерігається статевий диморфізм: самиці більші за самців. Голова довга. Морда загострена. Очі великі, круглі, з мигальною перетинкою. Носові клапани невеликі, трикутні. На верхній губі, у кутах рота, присутні ледь помітні борозни-складки. Рот середнього розміру. На верхній щелепі 32-35 робочих зубів трикутної форми, з пилчастими боковими крайками. На нижній щелепі розташовано 29-31 зубів, більш вузьких за верхні зуби, широкою основою та дрібними зубчиками з боків. У неї 5 пар зябрових щілин. Тулуб веретеноподібний, помірно щільний. Осьовий скелет нараховує 84-91 хребців. Шкіряна луска розташовано доволі щільно, шорстка, має ромбоподібну форму, на ній 6 хребців, що закінчуються гострими зубчиками. Грудні плавці довгі та вузькі, серпоподібної форми, кінчики гострі. Має 2 спинних плавця, між якими відсутнє хребтове узвишшя. Передній спинний плавець значно перевищує задній. Він серпоподібної форми, розташовано позаду грудних плавців. Задній плавець розташовано навпроти анального, якому він дорівнює. Хвостовий плавець гетероцеркальний, верхня лопать більш довга, витягнута догори.
Забарвлення спини бронзове, у загиблої акули змінюється на сіре. Черево має білого кольору. З боків забарвлення світліше, ніж на спині, присутні блідо-світлі поздовжні смуги. Кінчики черевних та анального плавців чорного кольору.

## Спосіб життя
Тримається на глибинах до 150 м, на континентальному шельфі. Здатна здійснювати дальні міграції — до 1348 м. Живиться тунцями, оселедцевими, камбалами, сардинами, головоногими молюсками, ракоподібними.
Статева зрілість настає у віці 3 років при розмірі 1,1-1,2 м. Це живородна акула. Вагітність триває 10 місяців. Самиця народжує від 1 до 6 акуленят, зазвичай 3, завдовжки 60 см.
Тривалість життя сягає 20 років.
М'ясо їстівне, проте містить велику концентрацію ртуті. Тому вживання у великій кількості не бажано. Найчастіше її виловлюють в Арафурському морі. Заготовляється у сушеному й соленому вигляді. Окрім м'яса використовується печінка, шкіра та хрящі.
Не становить загрози для людини.

## Розповсюдження
Мешкає в акваторії західної, північної та східної Австралії.